# Lupercalia
I Lupercàli (in latino Lupercalia) erano una festività romana che si celebrava nei giorni nefasti di febbraio, mese purificatorio (dal 13 fino al 15 febbraio), in onore del dio Fauno nella sua accezione di Luperco (in latino Lupercus), cioè protettore del bestiame ovino e caprino dall'attacco dei lupi. 
Secondo un'altra ipotesi, avanzata da Dionigi di Alicarnasso, i Lupercalia ricordano il miracoloso allattamento dei due gemelli Romolo e Remo da parte di una lupa che da poco aveva partorito; Plutarco dà una descrizione minuziosa dei Lupercalia nelle sue Vite parallele. I Lupercalia venivano celebrati nella grotta chiamata appunto Lupercale, sul colle romano del Palatino dove, secondo la leggenda, i fondatori di Roma, Romolo e Remo, sarebbero cresciuti allattati da una lupa. Properzio accennò al culto di Luperco nella prima elegia del quarto libro delle Elegie, descrivendone in un verso l'origine, risalente a suo dire agli albori dell'Urbe.

## Data
La festività si svolgeva a metà febbraio, con il suo culmine il 15 febbraio, perché questo mese era il culmine del periodo invernale nel quale i lupi, affamati, si avvicinavano agli ovili minacciando le greggi.
Era quindi situata quasi alla fine dell'anno, considerando che i Romani festeggiavano il nuovo anno il 1º marzo.

## Storia
Le origini della festa sono avvolte nella leggenda: secondo Dionigi di Alicarnasso e Plutarco, i Lupercali potrebbero essere stati istituiti da Evandro, che aveva recuperato un rito arcade. Tale rito consisteva in una corsa a piedi degli abitanti del Palatino (allora chiamato Pallanzio, dalla città dell'Arcadia di Pallanteo), senza abiti e con le pudenda coperte dalle pelli degli animali sacrificati, tutto in onore di Pan Liceo ("dei lupi").
Secondo una leggenda narrata da Ovidio, al tempo di re Romolo vi sarebbe stato un prolungato periodo di sterilità nelle donne. Uomini e donne si recarono perciò in processione fino al bosco sacro di Giunone, ai piedi dell'Esquilino, e qui si prostrarono in atteggiamento di supplica. Attraverso lo stormire delle fronde, la dea rispose, sgomentando le donne, che le donne dovevano essere penetrate (inito, che rimanda a Inuus, altro nome di Fauno) da un sacro caprone, ma un augure etrusco interpretò l'oracolo nel giusto senso, sacrificando un capro e tagliando dalla sua pelle delle strisce con cui colpì la schiena delle donne e dopo dieci mesi lunari le donne partorirono.
I Lupercalia hanno alcuni elementi comuni con il culto falisco di Hirpi Sorani  ("Lupi di Soranus", dalla lingua sabellica hirpus = "lupo") praticato sul monte Soratte.
I Lupercalia furono una delle ultime feste romane a essere abolite dai cristiani. In una lettera di papa Gelasio I si riferisce che a Roma durante il suo pontificato (quindi negli anni fra il 492 e il 496) si tenevano ancora i Lupercali, sebbene ormai la popolazione fosse da tempo, almeno nominalmente, cristiana. Nel 495 Gelasio scrisse questa lettera (in realtà un vero e proprio trattato confutatorio) ad Andromaco, l'allora princeps Senatus, rimproverandolo della partecipazione dei cristiani alla festa. Si ignora se la festa sia stata abolita quell'anno, come riteneva il cardinale Cesare Baronio, o se sia sopravvissuta per qualche tempo ancora. William Green riteneva che probabilmente il significato religioso della festa fosse andato perduto (del resto era già trascorso un secolo dalla proibizione dei culti romani decretata per legge da Teodosio I) e che ormai avesse un carattere puramente folklorico. Più tardi, nel VII secolo, venne istituita la festa della Candelora e collocata al 2 febbraio.
Tra le cerimonie pagane romane che Giacomo Boni mise in programma per il primo anniversario della marcia su Roma, ci fu anche il ripristino delle corse dei Lupercalia, inaugurate con l'esplorazione dell'antro celeberrimo, scrive Boni.

## Celebrazione
La festa era celebrata da giovani sacerdoti chiamati Luperci, seminudi con le membra spalmate di grasso e una maschera di fango sulla faccia; portavano anche una pelle di capra ricavata dalle vittime sacrificate nel Lupercale.
I Luperci, diretti da un unico magister, erano divisi in due schiere di dodici membri ciascuna chiamate Luperci Fabiani ("dei Fabii") e Luperci Quinziali (Quinctiales, "dei Quinctii"), ai quali per un breve periodo Gaio Giulio Cesare aggiunse una terza schiera chiamata Luperci Iulii, in onore di se stesso. Secondo Dumézil è probabile che in origine le due schiere fossero formate dai membri delle gentes dalle quali prendono il nome (cioè i Fabii e i Quinctii). Secondo Mommsen un indizio potrebbe essere il fatto che il nome Kaeso si trova soltanto tra i membri di quelle due gentes e sarebbe collegato al februis caedere, cioè colpire (caedere) con le strisce (februis) della pelle delle capre sacrificate.
Sulla base di alcuni passi di Livio, si è ritenuto generalmente che i luperci Fabiani fossero originari del Quirinale e i Quinziali del Palatino, ma ciò è contestato da Dumézil, per il quale non ci sono sufficienti motivi per trarre questa deduzione, anche perché i riti dei Lupercalia sono strettamente legati soltanto al colle Palatino e non anche al Quirinale.
In età repubblicana i Luperci erano scelti fra i giovani patrizi ma da Augusto in poi la cosa fu ritenuta sconveniente per loro e ne fecero parte solo giovani appartenenti all'ordine equestre.
Plutarco riferisce nella vita di Romolo che il giorno dei Lupercalia, venivano iniziati due nuovi luperci (uno per i Luperci Fabiani e uno per i Luperci Quinziali) nella grotta del Lupercale; dopo il sacrificio di capre (si ignora se una o più di una, se di genere maschile o femminile: secondo Quilici un capro) e, pare, di un cane (che per Dumézil è cosa normale se i Luperci sono "quelli che cacciano i lupi"), i due nuovi adepti venivano segnati sulla fronte intingendo il coltello sacrificale nel sangue delle capre appena sacrificate. Il sangue veniva quindi asciugato con lana bianca intinta nel latte di capra, al che i due ragazzi dovevano ridere.
Questa cerimonia è stata interpretata come un atto di morte e rinascita rituale, nel quale la "segnatura" con il coltello insanguinato rappresenta la morte della precedente condizione "profana", mentre la pulitura con il latte (nutrimento del neonato) e la risata rappresentano invece la rinascita alla nuova condizione sacerdotale.
Venivano poi fatte loro indossare le pelli delle capre sacrificate, dalle quali venivano tagliate delle strisce, le februa o amiculum Iunonis, da usare come fruste. Dopo un pasto abbondante, tutti i luperci, compresi i due nuovi iniziati, dovevano poi correre intorno al colle saltando e colpendo con queste fruste sia il suolo per favorirne la fertilità sia chiunque incontrassero, e in particolare le donne, le quali per ottenere la fecondità in origine offrivano volontariamente il ventre, ma al tempo di Giovenale ai colpi di frusta tendevano semplicemente i palmi delle mani.
In questa seconda parte della festa i luperci erano essi stessi contemporaneamente capri e lupi: erano capri quando infondevano la fertilità dell'animale (considerato sessualmente potente) alla terra e alle donne attraverso la frusta, mentre erano lupi nel loro percorso intorno al Palatino. Secondo Quilici, la corsa intorno al colle doveva essere intesa come un invisibile recinto magico creato dagli scongiuri dei pastori primitivi a protezione delle loro greggi dall'attacco dei lupi; la stessa offerta del capro avrebbe dovuto placare la fame dei lupi assalitori. Tale pratica inoltre non doveva essere stata limitata al solo Palatino ma in epoca preurbana doveva essere stata comune a tutte le località della zona, ovunque si fosse praticato l'allevamento ovino.
C'è incertezza sull'etimologia delle parole Lupercalia, Luperci e Lupercus, anche se la base è sicuramente costituita dalla parola lupus ("lupo"). Secondo Ludwig Preller, Georg Wissowa e Ludwig Deubner si tratterebbe di un composto formato dalle parole lupus e arcere ("cacciare"); secondo Theodor Mommsen, Henri Jordan e Walter Otto, invece, potrebbe essere un derivato sul tipo della parola latina noverca ("matrigna") da suddividere in nou-er-ca, anche perché nella celebrazione dei Lupercalia niente sembra far pensare a qualcosa rivolto contro i lupi. Émile Benveniste, però, ritiene che la parola noverca vada suddivisa in *nou-er+ca- (cfr. gr. nearós, arm. nor), rendendo più difficoltoso il confronto con lupercus. Secondo Jens S. Th. Hanssen, invece, Lupercalia sarebbe una retroformazione dalla parola luperca, a sua volta diminutivo di lupa, con una possibile influenza del nome di famiglia Mamerci, mentre per Joachim Gruber l'origine si troverebbe in un ipotetico antico composto *lupo-sequos ("che è inseguito dai lupi").
Secondo Karl Kerényi, il carattere dei Luperci farebbe pensare alla sovrapposizione in loro di due rappresentazioni opposte: da una parte quella del lupo che sarebbe originaria e proveniente dal nord Europa, dall'altra il capro, successivo e proveniente dal sud. Per Andreas Alföldi i Luperci sarebbero un relitto del "Männerbund" che avrebbe fondato Roma. Secondo Dumézil, invece, i Luperci rappresentavano gli spiriti divini della natura selvaggia subordinati a Fauno. Nel giorno dei Lupercalia, infatti, l'ordine umano regolato dalle leggi si interrompeva e nella comunità faceva irruzione il caos delle origini, che normalmente risiede nelle selve.
Secondo Dumézil, i Lupercali avrebbero avuto in origine anche la funzione di conferma della regalità adducendo come indizi alcuni passi compiuti da Cesare nel suo piano di restaurazione della monarchia a Roma. Egli infatti istituì una terza schiera di Luperci che intitolò a sé stesso (i Luperci Iulii) e inscenò un tentativo di incoronazione durante i Lupercali dell'anno 44 a.C., facendosi offrire una corona intrecciata d'alloro da Marco Antonio che era uno dei Luperci; viste le reazioni del pubblico, Cesare rifiutò la corona e la fece portare come offerta al tempio di Giove in Campidoglio. In particolare l'atto di Marco Antonio che esce dal gruppo dei Lupercali e, nudo, balza sui rostri per incoronare Cesare, potrebbe essere, sempre secondo Dumézil, la riproposizione di una scena antica all'epoca ancora viva nella memoria popolare.